# Armworp
Een armworp is een werptechniek die wordt toegepast bij vechtsporten zoals het judo en zelfverdedigingskunsten zoals het jiujitsu en het san shou waarbij, zoals de naam al doet vermoeden, voornamelijk de armen worden gebruikt. Voorbeelden hiervan zijn het optillen van de tegenstander, of het omvertrekken van de tegenstander na een balansverstoring.
De Japanse benaming voor een armworp is Te Waza (手技, hand techniek).
Bijvoorbeeld:
- Tai-otoshi
- Uki-otoshi